# Бабанино (Владимирская область)
Бабанино — деревня в Петушинском районе Владимирской области России, входит в состав Пекшинского сельского поселения.

## География
Деревня расположена на берегу речки Мулига в 22 км на северо-восток от центра поселения деревни Пекша и в 41 км на северо-восток от райцентра города Петушки.

## История
В конце XIX — начале XX века деревня входила в состав Копнинской волости Покровского уезда, с 1924 года — в составе Болдинской волости Владимирского уезда. В 1859 году в деревне числилось 39 дворов, в 1905 году — 51 дворов, в 1926 году — 46 дворов.
С 1929 года деревня входила в состав Омофоровского сельсовета Собинского района, с 1945 года — в составе Близнецовского сельсовета Петушинского района, с 1949 года — в составе Болдинского сельсовета, с 1974 года — в составе Пекшинского сельсовета, с 2005 года — в составе Пекшинского сельского поселения.

## Население
| 1859 | 1905 | 1926 |
| ---- | ---- | ---- |
| 240  | 171  | 199  |

| 1859 | 1905 | 1926 | 2002 | 2010 | 2021 |
| ---- | ---- | ---- | ---- | ---- | ---- |
| 240  | ↘171 | ↗199 | ↘0   | →0   | ↗1   |